# Benoît Constant Coquelin

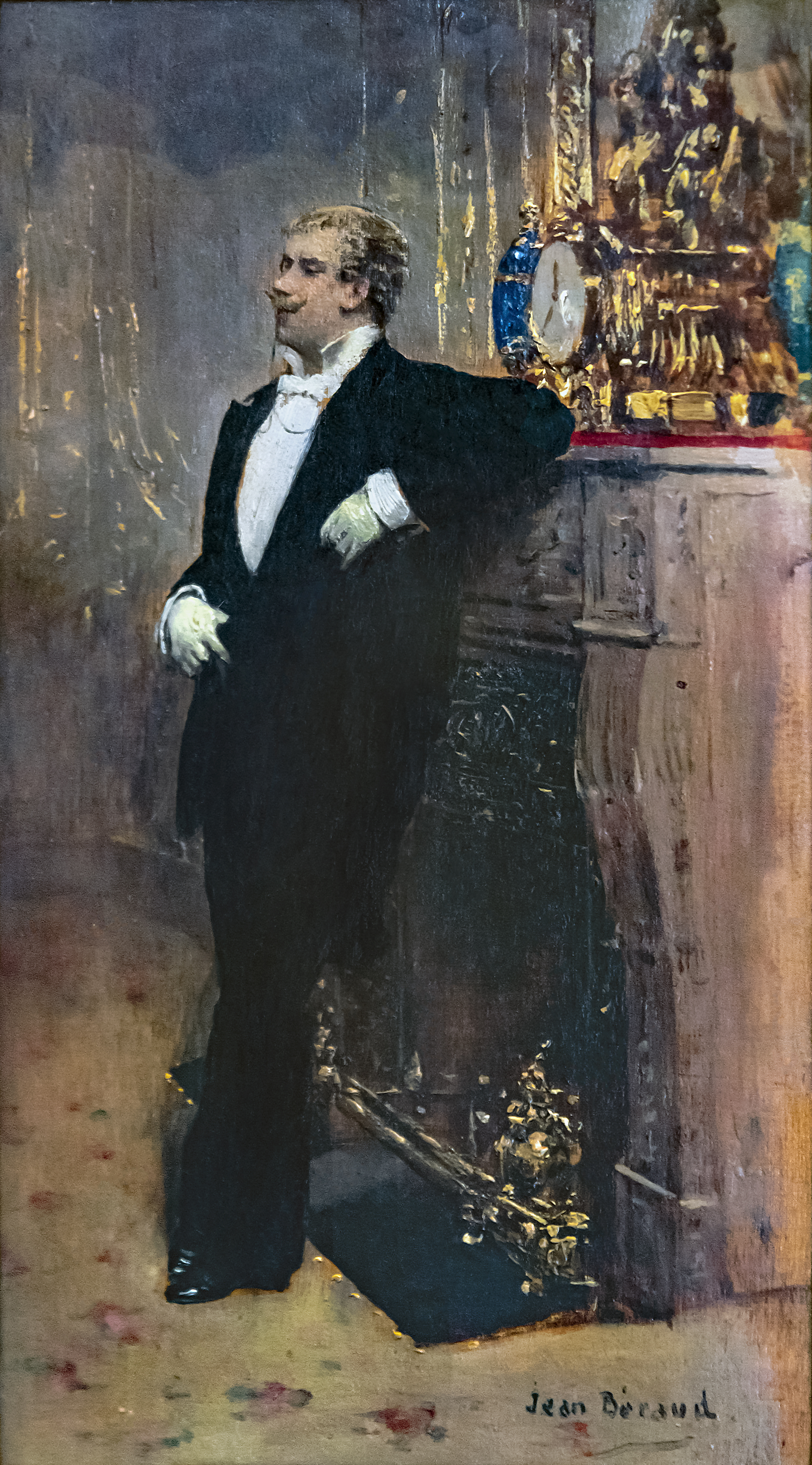
Porträt von Jean Béraud

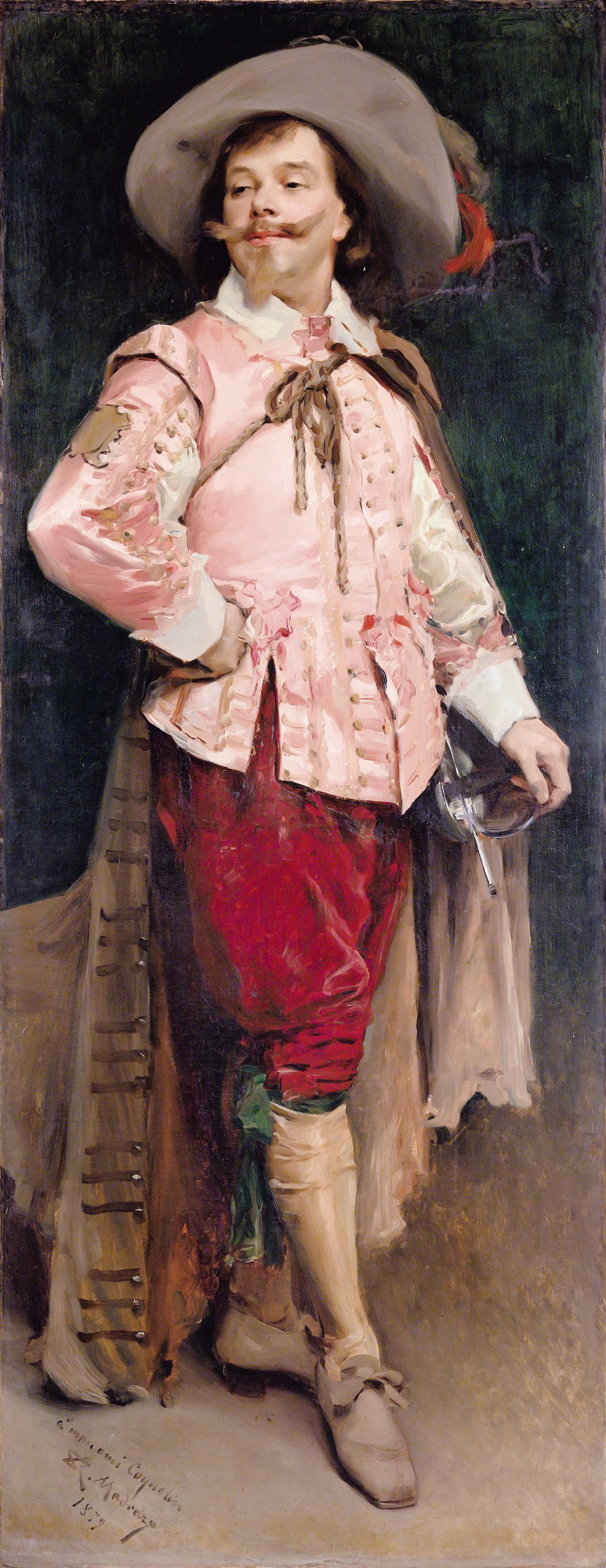
Benoît Constant Coquelin als Don César de Bazan nach Victor Hugo (Raimundo de Madrazo y Garreta, 1879)

Benoît Constant Coquelin, bekannt als Coquelin aîné (der Ältere) (* 23. Januar 1841 in Boulogne-sur-Mer; † 27. Januar 1909 in Couilly-Pont-aux-Dames in der Île-de-France), war ein französischer Schauspieler.

## Leben
Coquelin wollte zunächst wie sein Vater Bäcker werden, doch dann führte ihn seine Leidenschaft für das Theater nach Paris, wo er 1859 in die Klasse von F. J. Régnier im dortigen Konservatorium eintrat. Schon am 7. Dezember 1860 debütierte er in der Comédie-Française mit der kleineren Rolle des Gros-René in Molières Le Dépit amoureux (deutsch: Der Liebeszwist). Seinen ersten großen Erfolg hatte er im folgenden Jahr in der Titelrolle in Beaumarchais’ Figaro.
1864 wurde er zum Teilhaber an der Comédie-Française. Die nächsten 22 Jahre stellte er die führenden Rollen in den neuen Stücken der klassischen Komödie dar. So brillierte er etwa in Théodore de Banvilles Gringoire (1867), Paul Ferriers Tabarin (1871), Émile Augiers Paul Forestier (1871), L’Étrangère von Dumas dem Jüngeren (1876), Charles Lomons Jean Dacier (1877), Edward Paillerons Le Monde où l’on s'ennuie (1881), Erckmann und Chatrians Les Rantzau (1884). Eine weitere Paraderolle für ihn war Molières Tartuffe.

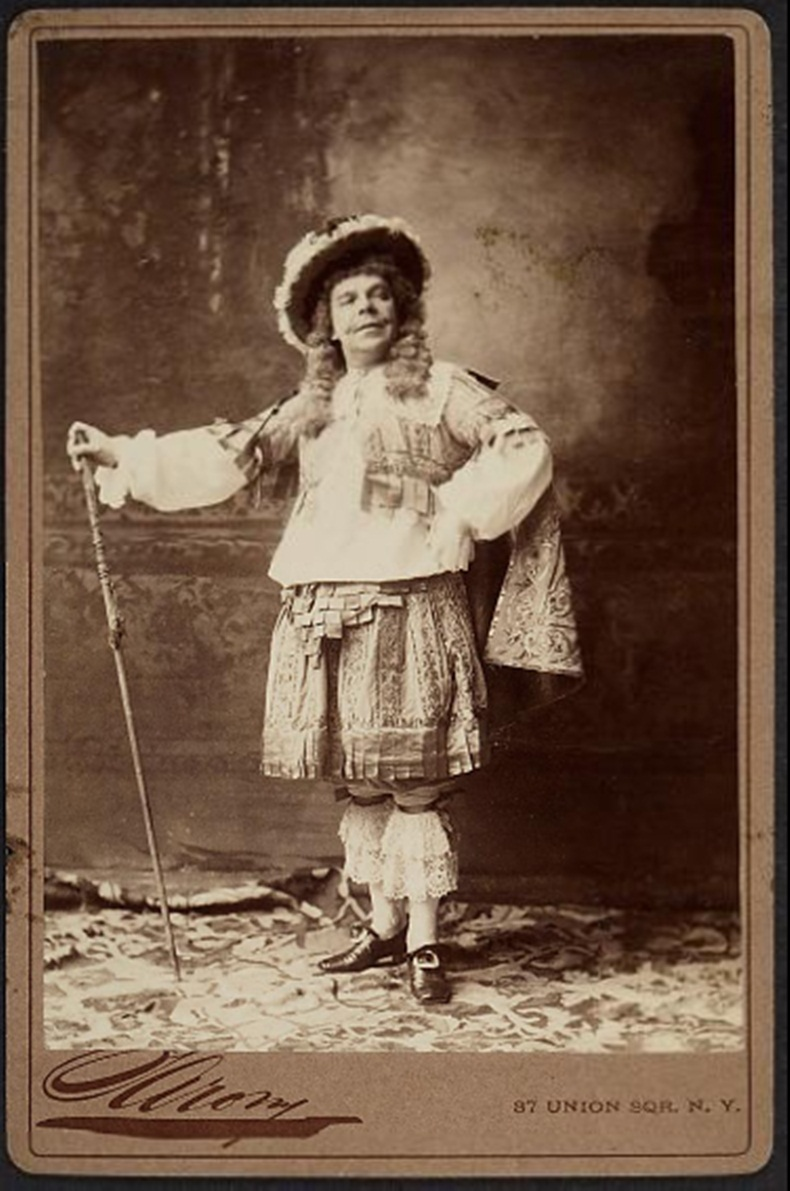
Benoît Constant Coquelin in Molieres Les Precieuses Ridicules (1888)

Nach einem Streit mit der Leitung über sein Recht Tourneen in die französische Provinz zu unternehmen, verließ er die Comédie-Française im Jahre 1886. Drei Jahre später jedoch war der Bruch geheilt: Nach triumphalen Gastspielreisen durch Europa und die Vereinigten Staaten kehrte er 1890 zur dorthin zurück. Im Folgenden wurde Victorien Sardous Stück Thermidor nach nur drei Aufführungen von der Regierung verboten.
1892 brach er endgültig mit der Comédie und tourte mit einer eigenen Theatergruppe durch europäische Hauptstädte. Zum Beispiel am 20. Februar 1892 spielte er Molières Tartuffe im Nationaltheater in Prag.
1895 trat er dem Renaissance Théâtre in Paris bei und spielte dort, bis er 1897 Direktor des Théâtre de la Porte Saint-Martin wurde. Hier erlangte er in der Uraufführung von Edmond Rostands Cyrano de Bergerac im gleichen Jahr in der Titelrolle Weltruhm. 1900 tourte er mit Sarah Bernhardt (sie hatte bereits 1880 die Comédie-Française verlassen) in die USA, wo sie auch am Broadway auftraten. Dort standen beide etwa im Hamlet, in La Dame aux camélias (deutsch: Die Kameliendame) und Cyrano de Bergerac auf der Bühne. Nach ihrer Rückkehr setzte er die Zusammenarbeit mit seiner früheren Kollegin am Théâtre Sarah Bernhardt fort. Ebenso 1900 wurde ein kleiner Film von ihm aufgenommen, der ihn als Cyrano zeigt: Seine Stimme wurde auf einen Zylinder aufgenommen, der während der Aufführung abgespielt wurde und ein Textstelle aus diesem Stück enthält. Rollen in Émile Bergerats Plus que reine (1899), Catulle Mendès’ Scarron (1905), Alfred Capus’ und Lucien Descaves’ L’Attentat (1906) waren weitere Stationen seiner Karriere. Während der Proben für eine tragende Rolle in Rostands Chantecler starb Coquelin in einem Heim in Couilly-Pont-aux-Dames (andere Quellen sprechen von Paris), das er selbst 1902 für alte Schauspieler gegründet hatte.
Sein Bruder Ernest-Alexandre Honoré Coquelin (1848–1909) war ebenfalls Schauspieler an der Comédie-Française, stand jedoch immer im Schatten Benoît Constants. Der Sohn von Benoît Constant, Jean Coquelin (auch Coquelin fils, der Jüngere, 1865–1945), war ebenso Schauspieler, zunächst am Théâtre Française (Debüt: 1890), später am Renaissance und am Porte Saint-Martin, wo er den Part von Raigoné in Cyrano de Bergerac kreierte, aber, wie sein Vater, auch die Titelrolle übernahm.

## Leistungen
Coquelin galt mehr als Freund „vorgespielter“ denn „wahrhaft empfundener“ Gefühle auf der Bühne. Das Theaterlexikon bescheinigt ihm, dass er seine Rollen „durch Einfallsreichtum und klaren Intellekt seiner Persönlichkeit charakteristische Umrisse“ zu geben vermochte und über eine „klangvolle Stimme“ verfügte. Er „entwickelte sich zu einem der führenden französischen Schauspieler“.

## Auszeichnungen
Coquelin war Officier de l’Instruction Publique und der Ehrenlegion.

## Werke
- 1880: L’Art et le comédien
- 1881: Molière et le misanthrope
- 1882: Les Comédiens
- 1884: L’Art de dire le monologue (mit seinem Bruder)
- 1894: L’Art du comédien

## Filmografie
- 1900: Cyrano von Bergerac